# Yellowcard
Yellowcard — американская рок-группа, образованная в Джексонвилле (штат Флорида) в 1997 году и позже базировавшаяся в Лос-Анджелесе (штат Калифорния). Особенностью Yellowcard является использование скрипки в своих песнях. Группа стала популярной благодаря альбому Ocean Avenue, который был выпущен после подписания контракта с Capitol Records. За 20 лет своего существования Yellowcard записали 10 пластинок. Последний альбом группы вышел 23 июля 2023 года.

## История

### Ранний период (1997—2002)
Своё название группа получила от фразы, которую участники группы использовали во время вечеринок в старшей школе: когда кто-то делал что-то «тупое», ему давали жёлтую карточку по аналогии с футболом.
Первый альбом Yellowcard, Midget Tossing, вышел 1 апреля 1997 года. В то время в состав тогда ещё не очень популярной группы входили Бен Добсон, Тодд Клэри, Бен Харпер, Шон Маккин, Уоррен Кук и Лонгинью Парсонс Третий. На данный момент из основателей в группе остался только скрипач Шон Маккин. В тот период Yellowcard играли в жанре панк-рока и хардкор-панка. Через два года, в 1999, Yellowcard выпускают свой второй альбом Where We Stand.
В 2000 году выходит мини-альбом Still Standing EP. Во время записи Yellowcard исключают из группы своего вокалиста Бена Добсона и берут на его место Райана Ки. Интересно, что этот альбом был первым шагом к «новой» группе, после которого музыканты начали экспериментировать со стилями музыки, а жанр сменился с хардкор-панка на поп-панк.
После выхода Still Standing Yellowcard подписывают контракт с Lobster Records и переезжают в Калифорнию. Как позже признаётся Райан Ки, они были «слепы» и не проверили договор. Группа начинает записывать новый альбом и в 2001 году выпускает One For The Kids. В это время Yellowcard играли в Южной Калифорнии и выступали с группами Rise Against и Mad Caddies.
В июле 2002 года выходит второй мини-альбом Yellowcard The Underdog. Музыканты записывают свой первый клип на песню «Powder», который однако был выпущен гораздо позже. К группе присоединяется новый басист Питер Моузли, которого вскоре заменяет Алекс Льюис. Yellowcard принимают участие в Warped Tour 2002 наряду с такими группами, как NOFX, No Use for a Name и New Found Glory.

### Ocean Avenue(2003—2005)
Выпуск альбомов One For The Kids и The Underdog EP привлёк внимание крупных лейблов. После переговоров с Warner Music Group, American Recordings и Capitol Records, группа остановилась на последнем и подписала контракт с ним. Запись нового альбома началась в конце 2002 и закончилась весной 2003.
Вышедший 22 июля 2003 года альбом Ocean Avenue до сих пор считается самым удачным альбомом группы. Ocean Avenue стал платиновым и поднялся до 23 места в Billboard 200, где продержался 81 неделю, а по итогам 2004 года занял 52-е место в списке самых продаваемых альбомов. Синглы «Only One» и «Ocean Avenue» стали золотым, а последний получил в июне 2013 статус дважды платинового. Клип на песню «Ocean Avenue» получил премию MTV2 Award.
Yellowcard отправились в масштабный тур по США, который продолжался полтора года. Во время тура в группу вернулся Пит Моузли, игравший в ней в 2002 году. Yellowcard вновь выступают на Warped Tour, но уже как хедлайнеры. В 2004 году группа переиздаёт свой старый альбом Where We Stand.

### Lights and SoundsиPaper Walls(2006—2008)
После длительного тура Yellowcard вновь вернулись в студию для записи альбома, которая длилась до сентября 2005. Через несколько месяцев гитарист Райан Мендез сменяет ушедшего из группы Бена Харпера. Первый сингл «Lights and Sounds» вышел 15 ноября, а в январе 2006 выходит и сам альбом Lights and Sounds. Он достиг 5 строчки в американском чарте, однако не смог повторить успех Ocean Avenue и стал только золотым.
Уже в октябре 2006 группа начала записывать новый альбом. 17 июля 2007 года Yellowcard выпустили Paper Walls. Альбом получил хорошие отзывы от критиков, однако не имел коммерческого успеха. В одной из песен этого альбома задействован дедушка вокалиста группы — Райана Ки (песня «Dear Bobbie»), а песня «Paper Walls» рассказывает о том, как Yellowcard выбираются из своих финансовых затруднений, начавшихся после выхода Ocean Avenue.
Группа отправилась в тур в поддержку Paper Walls, где выступала на разогреве у Nickelback и Linkin Park. 17 октября 2007 года Питер Моузли покидает группу. Вместо него на бас-гитаре временно выступает Джош Портман, что впрочем не мешает группе выпустить новый Live-альбом «Live From Las Vegas At The Palms»

### Перерыв иWhen You’re Through Thinking, Say Yes(2008—2012)
В апреле 2008 года группа берёт «бессрочный отпуск». Его причиной стала необходимость участников группы разобраться в своей личной жизни. Во время перерыва вокалист Райан Ки и будущий басист Шон О’Доннелл основали группу Big If и записали несколько демо-песен. 16 июня 2009 был выпущен мини-альбом Deep Cuts (англ), состоящий из четырёх ранее выпущенных треков.
После перерыва, который длился почти два с половиной года, группа подписала контракт с лейблом Hopeless Records и работала над новым альбомом When You’re Through Thinking, Say Yes, который вышел в начале 2011 года. В настоящий момент он доступен всем пользователям Интернета. А 24 октября 2011 вышла акустическая версия альбома — When You’re Through Thinking, Say Yes Acoustic.
В феврале 2011 года в рамках своего мирового турне группа посетила Москву и Санкт-Петербург с концертами, а 30 апреля 2012 дала концерт в Екатеринбурге.
3 февраля 2012 Шон О’Доннелл поместил сообщение на сайте группы о том, что он покидает группу, потому что женится и хочет посвятить себя своей семье, а не гастролям в течение всего года. 17-го числа того же месяца, а также на сайте группы было объявлено, что Джош Портман будет в группе в качестве басиста.

### Southern AirиOcean Avenue Acoustic(2012—2014)
5 марта 2012 года Yellowcard объявили о начале записи восьмого студийного альбома. 22 мая 2012 года вышел первый сингл «Always Summer», а 17 июля группа выпустила второй сингл — «Here I Am Alive», в написании которого участвовал Патрик Стамп из Fall Out Boy, а бек-вокалисткой была приглашена Тэй Жардин из We Are The In Crowd. 14 августа 2012 года Yellowcard выпустили свой новый альбом Southern Air. 21 августа вышли акустические версии песен «Always Summer» и «Here I Am Alive». 10 декабря был выпущен клип на песню «Awakening», который стал первым анимационным клипом группы.
31 января 2013 группа дала концерт в Минске, после чего 2 февраля — в Киеве. Это был первый раз, когда Yellowcard приезжали на Украину и в Беларусь. 3 февраля они выступили в Москве, а 4 — в Санкт-Петербурге.
3 мая 2013 года Yellowcard в своём твиттере подтвердили выпуск альбома Ocean Avenue Acoustic, приуроченного к 10-летнему юбилею альбома Ocean Avenue. 3 июня был открыт предзаказ на этот альбом, вышел он 13 августа 2013 года. 6 августа, за неделю до выхода альбома «Ocean Avenue Acoustic», он был выложен лейблом Hopeless Records на Youtube.
В сентябре группа отправилась в Ocean Avenue Acoustic Tour, который продлился до февраля 2014. В конце октября — начале ноября 2013 Yellowcard выпустили два кавера: на песню «Christmas Lights» группы Coldplay для сборника Punk Goes Christmas и на песню «Already Won» Тони Слая для сборника The Songs of Tony Sly: A Tribute. 1 апреля 2014 года вышел ещё один кавер для серии Punk Goes...: Yellowcard появятся в сборнике Punk Goes 90’s 2 с песней «Today» группы The Smashing Pumpkins.

### Lift a Sail (2014—2015)
В интервью в январе 2014 Райан Ки рассказал о новом альбоме, который группа планирует записывать после Ocean Avenue Acoustic Tour. По его словам, группа сошлась на «действительно мощном звучании» (приводя в пример песни «Only One» и «Be The Young»), а новая пластинка может отойти от традиционного панк-рока и поп-панка.
13 марта 2014 барабанщик Лонгинью Парсонс III, который был участником Yellowcard с момента её основания в 1997 году, покинул группу. На время записи альбома его заменил Натан Янг из Anberlin. 20 марта Yellowcard подписали контракт с Razor & Tie и 7 апреля вошли в студию для записи своего десятого альбома. Запись продлилась около месяца, после чего группа отправилась в очередной Warped Tour.
4 августа стало известно название нового альбома — Lift a Sail. Позже была объявлена и дата выхода — 7 октября 2014 года. Первый сингл «One Bedroom» вышел 11 августа, второй, «Make Me So» — 9 сентября.
В предстоящий тур в поддержку альбома Lift a Sail вместе с Yellowcard отправился барабанщик Такер Рул. Весной 2015 года группа дала четыре концерта в России: 28 марта в Санкт-Петербурге, 29 — в Москве, 31 — в Екатеринбурге и 1 апреля в Нижнем Новгороде.
18 апреля вышел мини-альбом «A Perfect Sky», содержащий ранее не выпущенные версии песен «MSK», «One Bedroom» и «California».

### Одноимённый альбом и завершение карьеры (2015—2017)
24 февраля 2015 года группа объявила о начале записи нового альбома, который выйдет в течение года на лейбле Hopeless Records. Работа над ним продолжалась до начала мая.
7 июня музыканты анонсировали, что новый альбом выйдет 30 сентября 2016 года и будет одноимённым. 24 июня было опубликовано прощальное послание группы, в котором сказано, что этот альбом будет последним, а тур в его поддержку финальным. Также была выпущена песня «Rest In Peace».
С октября 2016 года по март 2017 года группа выступала с прощальным туром, в рамках которого дала 2 концерта в России: 3 декабря в Москве и 4 декабря в Санкт-Петербурге. Последнее выступление финального тура группы состоялось в House of Blues (Анахайм, Калифорния) 25 марта 2017 года.

### Воссоединение (2022—наше время)
11 мая 2022 года стало известно, что Yellowcard выступят на фестивале Riot Fest в Чикаго 17 сентября 2022 года. Как и было запланировано, 17 сентября состоялся концерт, на котором группа целиком исполнила альбом Ocean Avenue, а также несколько других своих песен. 26 сентября 2022 года был анонсирован фестиваль Slam Dunk 2023, в состав участников которого вошли Yellowcard. Фестиваль запланирован на 27 и 28 мая 2023 года.
23 июля 2023 года группа выпустила свой первый после воссоединения мини-альбом — Childhood Eyes.
9 февраля 2024 года группа совместно с Hammock выпустила альбом «A Hopeful Sign».

## Факты и легенды

### Собственная героиня
В клипах песен «Ocean Avenue» и «Rough Landing, Holly» снимается одна и та же девушка, фигурирует одна и та же комната. Следуя логике, девушку зовут Холли (это имя фигурирует в названии второй песни).
Также есть ещё одна песня про данную девушку, где она умирает — «Holly Wood Died». Ещё фотография девушки, исполняющую роль героини, украшает обложку альбома Ocean Avenue
Также в клипах песен «Ocean Avenue» и «Rough Landing, Holly» фигурирует один и тот же портфель с изображением овцы. Это изображение овцы присутствует в клипе другой группы (Brand New — «Sic Transit Gloria… Glory Fades»). Клипы на все три песни создавал один человек — Марк Уэбб. Указанный портфель появился ещё раз в анонсе участия Yellowcard в Warped Tour 2014.

### Тексты песен
Yellowcard имеют много песен-посвящений. Так песни «Dear Bobbie» (альбом «Paper Walls») и «My Mountain» (альбом «Lift a Sail») посвящены дедушке Райана Ки, а песня «Life of a Salesman» (альбом «Ocean Avenue») — отцу.
Песни «View from Heaven», «Shadows and Regrets» и «See Me Smiling» написаны в память о лучшем друге Райана, Скотте Шэде (Scott Shad), который, впав за рулём в диабетическую кому, погиб в автокатастрофе.
Песни «Sing For Me» и «Telescope» посвящены тете Райана, с которой их разлучил рак. Именно поэтому в клипе к песне «Sing For Me» Райан стоит с табличкой «F#ck Cancer».
Песни «Believe» и «Words, Hands, Hearts» посвящены событиям 11 сентября 2001 года. В первой содержится отрывок из речи мэра Нью-Йорка Майкла Блумберга 11 сентября 2002 года.
Ещё у Yellowcard есть несколько песен, связанных с их переездом в Калифорнию. Например, в песне «Rock Star Land» Калифорния воспевается как «земля рок-звёзд», куда группа хочет уехать, а песня «Back Home», наоборот, повествует о желании вернуться назад.
Часть песен с альбома «Lift a Sail» связана с женой Райана Ки Алёной Алёхиной: например, песня «Madrid» написана о городе, в котором они познакомились, а песня «One Bedroom» о временах, проведённых вместе с ней во время её реабилитации.

### Саундтреки к фильмам, играм
В игре Flatout 2 использованы песни «Breathing» (альбом «Ocean Avenue») и «Rough Landing, Holly» (альбом «Lights and Sounds»). Песня «Breathing» была использована в том числе в саундтреке Burnout 3. Песня «Way away» стала саундтреком к спортивному симулятору SSX 3. Песня «Gifts and Curses» вошла в саундтрек к Человеку-пауку 2. Песня «Fighting» вошла в саундтрек игры NHL 09. Песня «Lights and Sounds» вошла в саундтрек игры Burnout Revenge. Песня «For You, And Your Denial» (альбом When You're Through Thinking, Say Yes Review by Gregory Heaney) есть в игре MUD — FIM Motocross World Championship.

## Участники группы

### Состав
- Райан Ки — вокал (1999 — 2017, с 2022), ритм-гитара (2000 — 2017; с 2022)
- Шон Маккин — скрипка, бэк-вокал (1997 — 2017; с 2022)
- Райан Мендез — соло-гитара, бэк-вокал (2005 — 2017; с 2022)
- Джош Портман — бас-гитара (2012 — 2017; с 2022, 2007 — как сессионный участник)

### Сессионные музыканты
- Нейтан Янг — ударные (2014 Vans Warped Tour, альбомы Lift a Sail и Yellowcard)
- Такер Рул — ударные (2014—2015)
- Роб Чианелли — ударные (2016 European Festivals)
- Кир Болуки — ударные (2016 Vans Warped Tour)
- Джимми Брунквист — ударные (финальный мировой тур 2016—2017)

### Бывшие участники
- Бен Добсон — вокал (1997—1999)
- Тодд Клэри — ритм-гитара (1997—2000)
- Уоррен Кук — бас-гитара, бэк-вокал (1997—2002)
- Бен Харпер — соло-гитара (1997—2005)
- Лонгинью Парсонс III — ударные (1997—2014)
- Питер Моузли — бас-гитара, бэк-вокал (2002—2003; 2004—2007)
- Алекс Льюис — бас-гитара, бэк-вокал (2003—2004)
- Шон О'Доннелл — бас-гитара, бэк-вокал (2010—2012)

## Дискография

### Студийные и мини-альбомы
- 1997 — Midget Tossing
- 1999 — Where We Stand
- 2000 — Still Standing EP
- 2001 — One For The Kids
- 2002 — The Underdog EP
- 2003 — Ocean Avenue
- 2006 — Lights and Sounds
- 2007 — Paper Walls
- 2009 — Deep Cuts EP
- 2011 — When You're Through Thinking, Say Yes
- 2011 — When You’re Through Thinking, Say Yes Acoustic
- 2012 — Southern Air
- 2013 — Ocean Avenue Acoustic
- 2014 — Lift a Sail
- 2016 — Yellowcard
- 2023 — Childhood Eyes EP
- 2024 — A Hopeful Sign